# GameStats
GameStats es un sitio web dedicado a los videojuegos y la industria de los videojuegos, un agregador de reseñas de videojuegos con votaciones y contenido. Creado por el conglomerado mediático IGN Entertainment en 2002. Los sitios que pertenecen a IGN Entertainment, como IGN, GameSpy, TeamXbox y otros, están «cubiertos» de manera especialmente intensiva.